# Unitas (Schiff, 1937)
Die Unitas war ein deutsches Walfangfabrikschiff. Das 1937 bei der AG Weser in Bremen gebaute Schiff fuhr unter deutscher Flagge und war das damals weltgrößte Walfangfabrikschiff. Es führte bis zum Beginn des Zweiten Weltkrieges zwei Fangreisen durch.

## Geschichte
Das Schiff überstand den Zweiten Weltkrieg und wurde von 1945 bis 1950 unter britischer Flagge als Empire Victory eingesetzt. 1950 wurde es in Abraham Larsen umbenannt und mit Heimathafen London von der Union Whaling Company in Durban eingesetzt. 1957 wurde das Schiff dann nach Japan verkauft und bis 1965 als Nisshin Maru II weiterhin als Walfangfabrik eingesetzt. Erst 1987 erfolgte der Abbruch des zuletzt als Fischverarbeitungsfabrik eingesetzten Schiffes.
Bis zur Indienststellung der niederländischen Willem Barendsz (26.830 BRT, 1955) blieb das Schiff das größte Walfangfabrikschiff.

## Deutscher Walfang
Ab 1935 begann der Aufbau einer deutschen Walfangflotte. Erstes deutsches Walfangfabrikschiff wurde die durch Umbau eines nicht mehr benötigten Kombischiffs entstandene Jan Wellem. Der erste Neubau eines deutschen Walfangfabrikschiffes wurde von der Firma Walter Rau Lebensmittelwerke in Auftrag gegeben.

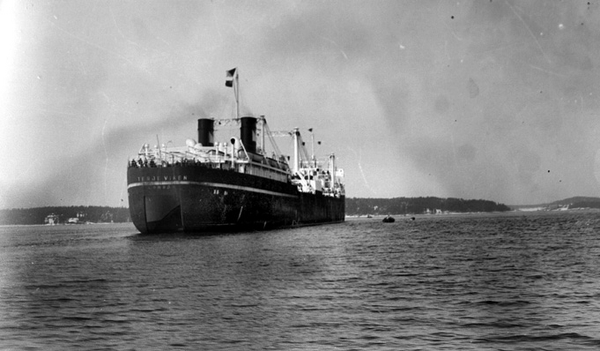
Die ähnliche Terje Viken

Größter Verarbeiter von Walöl in Deutschland war der Unilever-Konzern insbesondere mit seiner Margarineherstellung. Allerdings konnte der britisch-niederländische Konzern seine Gewinne wegen der Devisenbewirtschaftung nur schwer aus dem Deutschen Reich abziehen. Als einen Weg hatte der Konzern den Bau neuer Schiffe für eigene Rechnung oder Dritte gefunden. Gleichzeitig suchte der Konzern einen Weg, sich von der Abhängigkeit der norwegischen Walfanggesellschaften zu befreien. So kam es zum Bau des weltgrößten Walfangfabrikschiffes Terje Viken (20638 BRT) bei der AG Weser für die Hector Whaling Co. – einer in Großbritannien registrierten und von den Norwegern Niels Bugge und Harald Krogh-Hansen gegründete Walfanggesellschaft, die im Auftrag des Unilever-Konzerns handelte.
Der Druck der deutschen Regierung auf Schaffung einer eigenen Walfangflotte im Rahmen ihrer Autarkie-Bestrebungen führte zur Bestellung eines Schwesterschiffes durch die zum Unilever-Konzern gehörige Firma Van den Bergh Margarine-Verkaufs Union GmbH bei der DESCHIMAG, der von deren Betrieb AG Weser in Bremen abgewickelt wurde. Das bestellte Walfangmutterschiff Unitas kam im September 1937 in Dienst und wurde von der neugegründeten Unitas Deutsche Walfang-Gesellschaft mbH in Hamburg eingesetzt.
Die Tonnage von 21.845 Bruttoregistertonnen machte die Unitas zum weltgrößten Fabrikschiff vor dem Zweiten Weltkrieg. Sie war das Mutterschiff der firmeneigenen Flotte. Der Bremer Vulkan lieferte unter den Baunummern 740 bis 746 die Fangboote Unitas 2-8 von 341 BRT, die etwas größer und schneller waren als die 1936 bei der Seebeck-Werft gebauten Fangboote der Terje Viken. Um die Fangboote für Reparaturen an Propeller und Ruder mit dem Heck aus dem Wasser heben zu können, stand auf dem Mutterschiff ein 120-Tonnen-Hebegeschirr zur Verfügung. 1938 erhielt die Fangflotte mit der 591 BRT großen Unitas 1 noch ein Aufklärungsboot, wie es die norwegische Kosmos-Flotte 1935 mit der etwa gleich großen H.J. Bull erstmals erhalten hatte. Darüber hinaus verfügte die Fangflotte mit der Brake (9925 BRT, 14.550 tdw, 12 kn) auch noch über einen modernen Tanker und Versorger.
Vor dem Zweiten Weltkrieg gab es zwei Fangreisen in die Antarktis. In der ersten Fangsaison 1937/38 bestand die Mannschaft der Expedition aus 420 Männern, von denen 197 Norweger waren. 1715 Wale wurden getötet und daraus 120.000 Barrel Walöl und fast 3000 t Fleischmehl produziert. In der Antarktis hatte die Unitas mit ihrem Schwesterschiff Terje Viken zusammengearbeitet und einen Berater der britischen Southern Whaling und Sealing Co. (Unilevers eigene Walfanggesellschaft) an Bord. Das Schiff lief, von seiner zweiten Fangreise aus der Antarktis kommend, am 2. Mai 1939 in Hamburg ein. Zu einem dritten Einsatz unter deutscher Flagge kam es nicht.

## Kriegsjahre
Während der letzten Kriegsjahre war die Unitas als Sperrwachschiff Teil der dortigen Sicherungsflottille und zuletzt in der Ostsee eingesetzt. Sie lag in Gdingen, als in der Nacht vom 18. auf den 19. Dezember 1944 die No. 5 Bomber Group des RAF Bomber Command einen Luftangriff auf den Hafen flog. 236 Flugzeuge warfen 824 t Bomben ab. Um 20.50 Uhr wurde Flak-Alarm und um 20.55 Uhr Fliegeralarm für ganz Gdingen (damals Gotenhafen) gegeben. Viele Schiffe wurden versenkt. Docks und Hebepontons wurden stark beschädigt. Die Unitas selbst erhielt sechs Bombentreffer, wurde aber repariert und konnte weiter eingesetzt werden. Später wurden sie aufgrund des Mangels an kampftauglichen Schiffen mit zusätzlicher Bewaffnung ausgestattet und als große Kanonenboote zur Begleitung größerer Schiffe eingesetzt.
Im Januar 1945 wurde das Schiff auch zum Flüchtlingstransport nach Westen eingesetzt. Am 5. April 1945 erhielt die Unitas einen Artillerietreffer von Gotenhafen aus, wohin bereits die Rote Armee vorgedrungen war.

## Nachkriegsverwendung

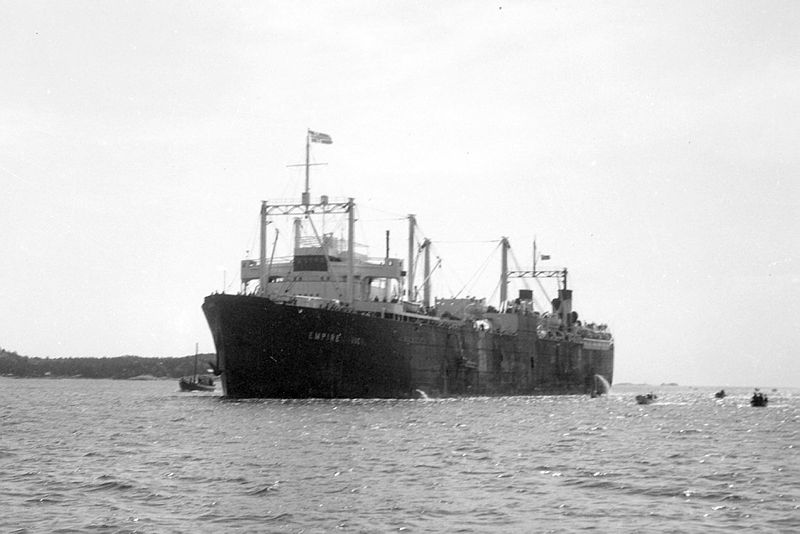
Empire Victory im 1947

1945 wurde die Unitas an Großbritannien ausgeliefert und auf den Namen Empire Victory umgetauft. 1948 bis 1956 war sie im Besitz der Union Whaling Company Ltd. in Durban, Südafrika, und 1950 erhielt sie den Namen Abraham Larsen nach dem Gründer der Gesellschaft, Abraham Emil Larsen (1880–1960), einem nach Südafrika ausgewanderten Norweger.

### Nisshin Maru

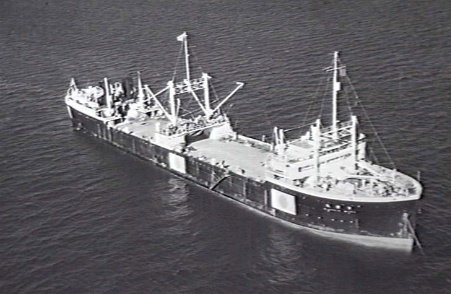
Die erste Walfabrik Nisshin Maru 1936

1957 wurde das Schiff nach Japan weiterverkauft, wo es bis 1965 von der Firma Taiyo Gyogyo KK als Nisshin Maru II weiter als Walfangfabrikschiff eingesetzt wurde. Diese japanische Gesellschaft ist eine der größten Hochseefischereigesellschaften weltweit und hatte sich seit 1936 mit den Fabrikschiffen Nisshin Maru (16.764 BRT, 1936) und Nisshin Maru II (17.553 BRT, 1937) am japanischen Walfang beteiligt. Beide Schiffe gingen im Zweiten Weltkrieg verloren. Schon 1946 wurde mit einem  Neubau Nisshin Maru I (11.803 BRT) der japanische Walfang wieder aufgenommen. Das erste Schiff wurde 1946 aus einem Tanker umgebaut und 1951 durch einen Neubau mit einer Vermessung von 16.811 BRT ersetzt. 1961 erwarb die Gesellschaft auch noch den norwegischen Nachkriegsbau Kosmos III (18.047 BRT, 1947) und brachte ihn als Nisshin Maru III in Fahrt.
Auch das einzige heute noch Wale verarbeitende Fabrikschiff heißt Nisshin Maru.
Die ehemalige Unitas wurde 1967 in eine schwimmende Fischverarbeitungsfabrik umgebaut. 1987 wurde das Schiff auf Taiwan abgewrackt.